# Panteles
Panteles är ett släkte av steklar som beskrevs av Förster 1869. Panteles ingår i familjen brokparasitsteklar.
Kladogram enligt Catalogue of Life och Dyntaxa:
| Panteles | \| \| Panteles areolaris \| \| \| \| \| \| Panteles schuetzeanus \| \| \| \| |
|          | \| \| Panteles areolaris \| \| \| \| \| \| Panteles schuetzeanus \| \| \| \| |
|          | Panteles areolaris                                                           |
|          |                                                                              |
|          | Panteles schuetzeanus                                                        |
|          |                                                                              |